# Susana López Charretón

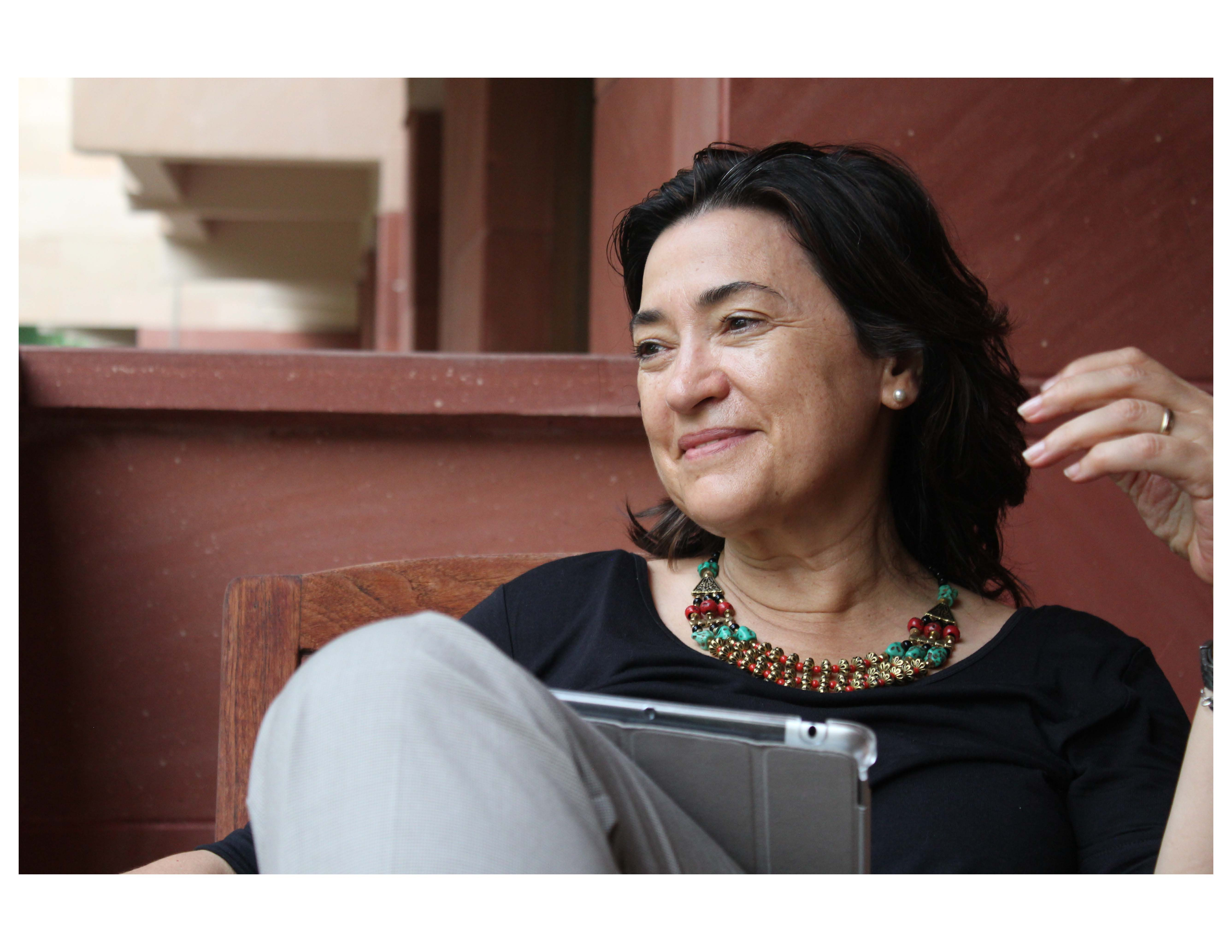
Susana López Charretón

Susana López Charretón (geb. 19. Juni 1957 in Mexiko-Stadt) ist eine mexikanische Virologin. Sie hat wichtige Erkenntnisse zur Erforschung der Zell- und Molekularbiologie der Rotaviren beigetragen.

## Leben
López wusste bereits in jungen Jahren, dass sie Biologie studieren wollte, und so folgte sie ihrer Leidenschaft für die Biologie und schrieb sich an der Nationalen Autonomen Universität von Mexiko (UNAM) ein, wo sie im Jahr 1980 ihr Bachelorstudium in biomedizinischer Grundlagenforschung, 1983 ihr Masterstudium und 1986 ihr Promotionsstudium abschloss. Während ihres Studiums verbrachte sie im Jahr 1984 ein Semester in Tokio. Im Jahr 1991 erhielt López ein Fogarty-Stipendium, mit dem sie ans California Institute of Technology ging. Im Jahr 2000 wurde sie internationale Forschungsstipendiatin des Howard Hughes Medical Institute (HHMI). Nach Abschluss ihrer Promotion wurde López leitende Forscherin am Institut für Biotechnologie der UNAM, wo sie bis heute tätig ist. Seit Anfang 2020 hat ihre Gruppe einen Teil ihrer Arbeit auf die Diagnostik und Charakterisierung verschiedener Aspekte der COVID-19-Pandemie verlagert.

## Wirken
Zu López’ Forschungsschwerpunkten gehören die funktionelle Genomik der Virus-Wirtszell-Interaktion sowie Aspekte der Epidemiologie, Diagnose und viralen Metagenomik neu auftretender Krankheiten. Im Laufe ihrer Karriere hat López bedeutende Fortschritte im Verständnis des Rotavirus gemacht. Eine der wichtigsten Erkenntnisse ihrer Forschungsgruppe bezieht sich auf das Eindringen des Virus in den menschlichen Körper. Auch hat sie untersucht, wie sich das Rotavirus in menschlichen Populationen ausbreitet, wie das Immunsystem auf das Virus reagiert und wie es sich vermehrt. Ihre Arbeiten haben zu neuen diagnostischen Tests, zur Isolierung neuer Stämme und zu Bemühungen um einen Impfstoff beigetragen. Sie hat mehr als 80 Artikel in internationalen Fachzeitschriften veröffentlicht und mehr als 200 Vorträge für staatliche Stellen in Mexiko und auf internationaler Ebene gehalten.

## Auszeichnungen
Für ihre Arbeiten als Postdoktorandin erhielt sie 1988 die Gabino-Barreda-Medaille der UNAM. Sie ist Trägerin des Carlos-J.-Finlay-Preises. Sie erhielt zudem den UNESCO-L’Oréal-Preis. Im Jahr 2014 stellte die BBC sie auf ihrer Liste der 100 Women vor.

## Veröffentlichungen (Auswahl)
- Arias, C. F., Silva-Ayala, D., & López, S. (2015). Rotavirus entry: a deep journey into the cell with several exits. Journal of Virology, 89(2), 890–893. https://doi.org/10.1128/JVI.01787-14
- López, S., & Arias, C. F. (2004). Multistep entry of rotavirus into cells: a Versaillesque dance. Trends in Microbiology, 12(6), 271–278. https://doi.org/10.1016/j.tim.2004.04.003
- López, S., Sánchez-Tacuba, L., Moreno, J., & Arias, C. F. (2016). Rotavirus strategies against the innate antiviral system. Annual Review of Virology, 3, 591–609. https://doi.org/10.1146/annurev-virology-110615-042152